# Вардарський наступ
Вардарський наступ (болг. Офанзива при Вардар, серб. Вардарска офанзива) — вирішальна наступальна операція військ Антанти проти угруповання Центральних держав на Салонікському фронті наприкінці Першої світової війни.
15 вересня 1918 року після добової артилерійської підготовки війська союзників перейшли в наступ. До вечора оборона противника була прорвана на ділянці протяжністю до 15 км. До 18 вересня прорив болгарського фронту досяг ширини в 25 км і глибини в 15 км, що дозволило союзникам організувати переслідування, використовуючи кінноту і авіацію. Надалі наступ розвивався все більш успішно. Сербські війська, які визволяли свою батьківщину від трирічної окупації, повсюдно користувалися підтримкою населення. Тільки-но були отримані звістки про прорив Салонікського фронту, як у деяких сербських містах з новою силою розгорнувся визвольний рух.
До 20 вересня прорив був розширений до 45 км по фронту і на 40 км в глибину. Німецькі резерви прямували до Сербії. У районі Ниш німці сподівалися затримати просування союзників, але за часом не встигали цього зробити. 21 вересня серби досягли річки Вардар у Криволака, порушивши зв'язок між військами 11-ї та 2-ї армій противника, внаслідок чого 11-та армія почала відхід.
22 вересня наступ охопив фронт шириною в 150 км від оз. Дойран до Монастиря. Болгари поспішно відступали, залишаючи тисячі полонених, артилерію та обози. 26 вересня сербські війська перебували вже в районі Велеса. Праворуч британські підрозділи захопили Струмицю і просувалися на Софію — столицю Болгарії. На заході італійці зайняли Крушево. За 10 днів наступу союзні війська, що діяли в центрі оперативної побудови, прорвалися на глибину до 100 км.
Болгарський фронт був глибоко розсічений. 11-та армія, притиснута до важкопрохідного гірського хребта, капітулювала. У полон здалися 77 тис. солдатів, 1600 офіцерів, 5 генералів (чверть усієї болгарської армії).